# ویکی‌پدیای زازاکی
ویکی‌پدیای زازاکی 
(به زازاکی: Wikipediyay Zazaki) نسخهٔ زبان زازاکی (زازایِ) وبگاه ویکی‌پدیا است.  ویکی‌پدیای زبان زازاکی در ۲۱ ژوئیهٔ ۲۰۱۳، با بیش از ۴٬۲۴۰ مقاله در ردهٔ یکصدوپنجاه‌ویکم ویکی‌پدیاها قرار داشت. در ۲۸ مهٔ ۲۰۱۶، با بیش از ۶٬۵۰۰ مقاله، در ردهٔ صدوچهل‌وششم قرار داشت، و در ۳۰ مهٔ ۲۰۱۷، با بیش از ۹٬۸۰۰ مقاله، به ردهٔ صدوسی‌وهفتم صعود کرد.
ویکی‌پدیای زازاکی، هم‌اکنون ۲۵ مارس ۲۰۲۵ میلادی، ۳۰٬۵۵۳ کاربرِ ثبت‌نام‌کرده، ۳ مدیر، و ۴۲٬۳۰۰ مقاله دارد.